# Ugandatrichia mindoroensis
Ugandatrichia mindoroensis är en nattsländeart som beskrevs av Wolfram Mey 1995. Ugandatrichia mindoroensis ingår i släktet Ugandatrichia och familjen smånattsländor. Inga underarter finns listade i Catalogue of Life.